# ミニ5
『ミニ5』 (ミニファイブ)は、B-DASHの3枚目のミニ・アルバム。

## 概要
- ミニ・アルバムは、『ホフ』以来約2年7ヶ月ぶり。
- タイトルの元ネタは、ファイブミニ。

## 収録曲
| 全作詞・作曲: GONGON（#4、作詞: ARASE）、全編曲: B-DASH。 |                                                         |                             |                             |      |
| #                                                         | タイトル                                                | 作詞                        | 作曲・編曲                  | 時間 |
| 1.                                                        | 「マイコー172」                                         | GONGON （#4、作詞: ARASE ） | GONGON （#4、作詞: ARASE ） | 3:22 |
| 2.                                                        | 「JUMP & FLY」(Panasonic「オキシライド乾電池」CMソング) | GONGON （#4、作詞: ARASE ） | GONGON （#4、作詞: ARASE ） | 2:50 |
| 3.                                                        | 「白い翼」                                              | GONGON （#4、作詞: ARASE ） | GONGON （#4、作詞: ARASE ） | 3:37 |
| 4.                                                        | 「たんぽぽ」                                            | GONGON （#4、作詞: ARASE ） | GONGON （#4、作詞: ARASE ） | 2:31 |
| 5.                                                        | 「ありがとう」                                          | GONGON （#4、作詞: ARASE ） | GONGON （#4、作詞: ARASE ） | 3:08 |
| 合計時間:                                                 | 合計時間:                                               | 15:28                       |                             |      |